# Howard City (Michigan)
Howard City è un villaggio degli Stati Uniti d'America, situato nello Stato del Michigan, nella contea di Montcalm.